# Кинганга, Пьер
Пьер Кинганга (фр. Pierre Kinganga; 27 июля 1936, Браззавиль — 23 марта 1970, Браззавиль) — конголезский военный, офицер парашютно-десантных войск. Активный антикоммунист, сторонник Аббата Юлу. Участник заговора 1969 и лидер вооружённого восстания 1970 против президента Нгуаби.

## Офицер
Родился в административном центре Французской Экваториальной Африки. Окончил Школу военной подготовки имени генерала Леклерка и офицерское училище во Франции. Получил лейтенантское звание в парашютно-десантных войсках. В 1965—1966 обучался также в советском Рязанском воздушно-десантном командном училище. Был известен под прозвищем Сирокко.
Политически Пьер Кинганга придерживался правых взглядов и являлся сторонником первого президента Конго Фюльбера Юлу. Он негативно воспринял свержение Юлу в августе 1963 года, однако остался на военной службе.
В июле 1968 Массамба-Деба был свергнут военным мятежом Мариана Нгуаби. Сторонники прозападного антикоммуниста Юлу поддержали просоветского марксиста Нгуаби против прокитайского социалиста Массамба-Деба. Кинганга был освобождён.

## Мятежник
Пьер Кинганга был убеждённым противником марксистско-ленинской идеологии и однопартийной системы советского типа, установленной КПТ во главе с Нгуаби. Особенно негативно относился он к насаждению в конголезской армии института политических комиссаров.
В мае 1968 года он примкнул к заговору, который организовали племянник Аббата Юлу капитан Феликс Музабакани и французский наёмник Жак Дебретон. Заговор был раскрыт, Кинганге удалось скрыться в Киншасе. 29 мая 1969 суд заочно приговорил Пьера Кингангу к смертной казни.
На территории ДРК в Киншасе Кинганга сформировал группу активных «юлистов». 23 марта 1970 года Пьер Кинганга со своей группой пробрался в Браззавиль и возглавил вооружённое восстание. Мятежники захватили радиостанцию Голос конголезской революции. Кинганга объявил о свержении социалистического режима Нгуаби, был пущен в эфир государственный гимн времён президентства Юлу. В ряде мест отмечались спонтанные выступления в поддержку мятежа.
Правительственные силы отреагировали оперативно и жёстко. Радиостанция была блокирована и взята штурмом. Ко второй половине дня мятеж был подавлен, Пьер Кинганга убит.
До начала 1990-х официальное отношение к Пьеру Кинганге в НРК было крайне негативным. Оно изменилось после Национально-государственной конференции 1991 года, реабилитировавшей Юлу. Сторонники преобразований считают, что борьба Пьера Кинганги в итоге завершилась победой — отказом от марксистско-ленинской идеологии, переходом к многопартийной демократии, возвращением Республике Конго исторического названия и символики.